# We Are Born
We Are Born —en español: Nacemos— es el quinto álbum de la cantante australiana Sia. Fue lanzado el 18 de junio de 2010 y cuenta con 14 canciones. El álbum fue producido por Greg Kurstin y colaboró el guitarrista de The Strokes, Nick Valensi.
We Are Born debutó en la segunda ubicación en la lista de álbumes de Australia y fue el primer álbum en ingresar al Top 10, en su país de origen. El álbum ganó Mejor Lanzamiento Pop y Mejor Lanzamiento Independiente otorgados por el ARIA Music Awards, en el 2010. El álbum recibió la certificación de oro por parte Australian Recording Industry Association (ARIA) en 2011.

## Recepción
"We Are Born" fue recibido con críticas generalmente favorables con una puntuación de 73 en Metacritic basado en 9 opiniones. Entertainment Weekly dijo: "En We Are Born la cantante explora avenidas Distintas ... Es música de fiesta con un corazón." Slant Magazine dijo: "We Are Born podría no ser tan distintivo de un comunicado como su predecesor, en última instancia, hay algo que no funciona".
El álbum fue nominado para un J Award el 26 de julio de 2010.
En el 2010 ARIA Music Awards el álbum fue nominado para Álbum del Año, Mejor Lanzamiento Pop y Mejor Publicación Independiente. "Clap Your Hands" fue nominada para Single del Año. Kris Moyes ganó el mejor vídeo para el vídeo de Sia para "Clap Your Hands".
Sia y Samuel Dixon fueron nominados a la Canción del Año en los Premios de la Música 2011 del APRA por el sencillo "Clap Your Hands"

## Lista de canciones
| N.º | Título                              | Escritor(es)             | Duración |  |
| 1.  | «The Fight»                         | Sia Furler, Dan Carey    | 3:39     |  |
| 2.  | «Clap Your Hands»                   | Sia, Samuel Dixon        | 4:00     |  |
| 3.  | «Stop Trying»                       | Sia, Greg Kurstin        | 2:40     |  |
| 4.  | «You've Changed»                    | Sia, Lauren Flax         | 3:11     |  |
| 5.  | «Be Good to Me»                     | Sia, Simon Katz          | 3:56     |  |
| 6.  | «Bring Night»                       | Sia, Kurstin             | 2:57     |  |
| 7.  | «Hurting Me Now»                    | Sia, Kurstin             | 3:26     |  |
| 8.  | «Never Gonna Leave Me»              | Sia, Kurstin             | 3:34     |  |
| 9.  | «Cloud»                             | Sia, Dixon               | 3:43     |  |
| 10. | «I'm in Here»                       | Sia, Dixon               | 3:41     |  |
| 11. | «The Co-Dependent»                  | Sia, Kurstin             | 2:55     |  |
| 12. | «Big Girl Little Girl»              | Sia, Henry Binns         | 4:18     |  |
| 13. | «Oh Father»                         | Madonna, Patrick Leonard | 4:29     |  |
| 14. | «I'm in Here (Piano/Vocal Version)» | Sia, Dixon               | 3:47     |  |

## Personal
Créditos de We Are Born adaptado de la web oficial de Sia.
- Henry Binns - compositor
- Félix Bloxsom - batería, voces adicionales
- Dan Carey - compositor
- Madonna Ciccone - compositor
- Pierre de Reeder - ingeniero
- Samuel Dixon - compositor, bajo
- Lauren Flax - compositor
- Sia Furler - voz, compositor
- Brian Gardner - el dominio
- Inara George - voces adicionales
- Jesse Graham - compositor
- Spencer Hoad - ingeniero asistente
- Simon Katz - compositor
- Oliver Kraus - cuerdas
- Greg Kurstin - productor, ingeniero, mezcla, teclados, guitarra, bajo, xilófono, tambores, programación
- Rachel Kurstin - coordinador del proyecto,
- Patrick Leonard - compositor
- Jolie Levine - coordinador de producción / contratista
- Eric Litz - ingeniero asistente
- Andrew Lynch - piano acústico
- Aaron Redfield - batería
- Gus Seyffert - guitarra
- Eric Primavera - grabación de voz
- David Trumfio - ingeniero, mezcla
- Nick Valensi - guitarra

## Rendimiento comercial
El álbum no tuvo mucho éxito a nivel mundial, pero logró buenas posiciones en las listas australianas. We Are Born debutó en el número 2 en la lista de álbumes australianos detrás de Recovery de Eminem, en el número 37 en el American Billboard 200 chart , en el número 9 en el listado griego de álbumes internacionales, el número 7 en la lista de álbumes holandeses, el número 38 en Suiza, el número 78 en Bélgica, en Dinamarca el número 14, número 24, en Finlandia, el número 73 en Alemania y el número 60 en Canadá. El álbum también debutó en el # 74 en el UK Top 100 en la semana que finalizó el 3 de octubre de 2010, por lo que es el primer álbum de Sia en alcanzar el top 100 allí.
El álbum recibió la acreditación de Oro por el traslado de 35.000 ejemplares en las listas ARIA australianas en 2011.

## Posicionamiento en listas

### Semanales
| Lista (2010 - 2011)                         | Mejor posición |
| ------------------------------------------- | -------------- |
| Alemania (Media Control Charts)             | 73             |
| Australia (ARIA Albums Chart)               | 2              |
| Bélgica (Flanders) Ultratip 50 Albums (BEA) | 80             |
| Bélgica (Wallonia) Ultratop 50 Albums (BEA) | 42             |
| Canadá Canadian Albums Chart (Billboard)    | 60             |
| Países Bajos (Netherlands Albums Chart)     | 13             |
| Finlandia Albums Chart                      | 24             |
| Francia (French Albums Chart)               | 42             |
| Grecia (Greece Albums Chart)                | 9              |
| Dinamarca (Danish Albums Chart)             | 14             |
| Reino Unido (UK Albums Chart)               | 74             |
| Estados Unidos (Billboard 200)              | 37             |